# Mort de Wang Yue
Le 13 octobre 2011, Wang Yue (王悦), aussi appelée « Petite Yue Yue » (小悅悅), une fille chinoise de deux ans, est renversée par deux véhicules à Foshan au Guangdong. Alors qu'elle perd son sang sur la route pendant plus de sept minutes, pas moins de 18 personnes ont contourné son corps en l'ignorant. Elle a finalement été aidée par une femme collectant des déchets et envoyée à l'hôpital où elle a succombé à ses blessures et est décédée huit jours plus tard. L'incident a été filmé en intégralité par une caméra de surveillance et la vidéo a été diffusée sur Internet, suscitant rapidement des réactions en Chine et à l'étranger. Beaucoup de personnes ont estimé que cela était révélateur de l'apathie croissante dans la société chinoise contemporaine.

## L'accident
Wang, âgée de deux ans, erre loin de chez elle à Foshan tandis que sa mère ramasse rapidement du linge pendant un orage. Les caméras de surveillance montrent l'enfant dans une rue étroite et animée du marché. Quelques instants après son apparition à l'écran, Wang est percutée par une fourgonnette blanche et passe sous sa roue avant. Le chauffeur s'arrête quelques secondes mais ne descend pas. Il repart ensuite lentement et écrase Wang de nouveau avec sa roue arrière. Par la suite, pas moins de 18 personnes passent devant Wang en l'ignorant, certains s'arrêtant en la regardant avant de continuer. Après un moment, un autre gros camion lui passe sur les jambes avec son pneu avant et son pneu arrière. Elle est finalement aidée par une collecteuse de déchets, Chen Xianmei (陈贤妹). Il apparaît évident dans la vidéo que Wang pleure, se tient la tête, bouge les bras et les jambes et saigne abondamment. Ses parents, Wang Chichang et Qu Feifei, choisissent de n'accuser personne pour la mort de leur fille. Qu déclare « Mamie Chen représente le meilleur de la nature humaine, le côté le plus gentil et le plus naturel ».
Les conducteurs des deux véhicules sont arrêtés par la police dans les jours qui suivent l'incident.

## Procès
Le 26 mai 2012, Hu Jun, qui conduisait la fourgonnette ayant percuté Wang la première fois, est jugé à Foshan pour la mort de Wang. Il plaide coupable à l'infraction routière mais pas pour l'homicide. Le 6 septembre 2012, Hu est condamné pour homicide involontaire à 3 ans et demi de prison. La sentence est légère car il s'était rendu et avait payé une partie des frais médicaux de Wang,.

## Réaction publique
La vidéo de l'incident est diffusée sur une chaîne de télévision locale, puis mise en ligne. Elle suscite des réactions dans le monde entier, et déclenche des dizaines d'éditoriaux et des millions de messages sur les sites de médias sociaux, la majorité critiquant l'insensibilité et la cruauté de ceux qui sont passés devant Wang Yue sans l'aider,,.
Auparavant, il y a eu des incidents en Chine, tels que l'incident Peng Yu (en) en 2006,, où des bons samaritains ayant aidé des personnes blessées dans des accidents ont été accusées d'avoir elles-mêmes blessé la victime et, dans de nombreux cas, ont été forcées de payer les frais médicaux de la victime. Certaines réactions expliquent que cela a peut-être amené les gens à craindre d'avoir des ennuis en aidant Wang.
Le chef du Parti communiste de la province du Guangdong, Wang Yang, considère cet incident comme un « réveil pour tout le monde ». Le site Sina Weibo attire plus de 4,5 millions de messages sur l'incident en quelques jours et lance une campagne en ligne contre l'apathie. Selon certaines informations, parmi les quelques personnes identifiées des 18 passants visibles dans les images de la caméra, plusieurs ont été harcelées et menacées.
En novembre 2011, les résultats d'un sondage du Quotidien de la jeunesse de Chine, le journal officiel du Parti communiste pour les jeunes, montre que 80% des jeunes interrogés affirment qu'ils suivent l'affaire de près, et 88% des personnes interrogées pensent que Wang était morte à cause de l'indifférence croissante [en Chine] les uns pour les autres. Une majorité, 71%, pensent aussi que les personnes qui avaient ignoré l'enfant, avaient peur d'avoir elles-mêmes des ennuis. Selon un article de Chen Weihua, éditeur-adjoint de China Daily, « Divers sondages au cours des dernières semaines ont montré que la majorité des personnes interrogées croient que notre morale a décliné sévèrement au cours de la dernière décennie ».

## Conséquences
Selon China Daily, « Au moins 10 départements et organisations du Parti et du gouvernement du Guangdong, dont la commission politique et juridique de la province, la fédération des femmes, l'académie des sciences sociales et la Ligue des jeunes communistes, ont entamé des discussions pour punir ceux qui refusent d'aider les personnes en danger ».
Des fonctionnaires de la province du Guangdong, ainsi que de nombreux avocats et travailleurs sociaux, ont également tenu trois jours de réunions dans la capitale provinciale du Guangdong, Guangzhou, pour discuter de l'affaire. Il a été rapporté que divers législateurs de la province ont rédigé une loi sur les « bons samaritains », qui « pénaliserait les personnes n'apportant pas leur aide dans une situation de ce type et les indemniseraient des poursuites si leurs efforts étaient vains ». Les experts juridiques et le public ont débattu de l'idée avant les discussions officielles. Le 1er août 2013, la première loi du Bon Samaritain de la nation prend effet à Shenzhen.
Tandis que l'attention s'était surtout concentrée sur les passants qui n'avaient pas aidé Wang, un journaliste britannique a voulu interviewer d'autres commerçants du marché où a eu lieu l'incident, sans succès. Il a constaté que la zone était principalement peuplée de migrants venus d'autres provinces chinoises (les Wang eux-mêmes étaient venus du Shandong sept ans plus tôt). Selon l'auteur, il y avait peu de sentiment de communauté et peu de points communs entre les habitants. Un résident a déclaré « Il est assez triste que nous ne nous parlions pas vraiment les uns aux autres ».

### Autres incidents
Alors que les médias rapportent l'apathie chinoise perçue après la mort de Wang Yue, un autre incident s'est produit à Hangzhou lorsqu'une femme chinoise a tenté de se suicider en se jetant dans un lac, tandis que des passants chinois étaient présents au bord du lac. Après avoir remarqué que personne ne tentait de sauver la femme, une touriste uruguayenne nommée Maria Fernanda Gomez Arregui a nagé jusqu'à la femme pour la sortir de l'eau. Les fonctionnaires du gouvernement chinois ont annoncé que Maria Fernanda recevrait une récompense en espèces de 3000 yuan pour sa démonstration héroïque des « valeurs chinoises traditionnelles, ». Le sauvetage a reçu une grande couverture médiatique grâce aux photographies de Wang Ronggui qui contrastent avec le manque d'action des spectateurs dans la mort de Wang Yue, et plusieurs autres décès similaires ont survenus à peu près au même moment.
Les incidents ultérieurs en Chine continuent d'être comparés à la mort de Wang Yue. En décembre 2012, un garçon de cinq ans nommé Yan Zhe est percuté par un minibus dans la province du Zhejiang. Malgré les supplications de la mère de l'enfant, d'autres conducteurs et passants ont refusé de l'aider. Il est finalement emmené à l'hôpital mais est mort en chemin.